# Арне Якобсен
Áрне Емíль Я́кобсен (дан. Arne Emil Jacobsen; 11 лютого 1902, Копенгаген, Данія — 24 березня 1971, Копенгаген, Данія) — данський архітектор та дизайнер, основоположник стилю «данський функціоналізм». Разом із Алваром Аалто є найбільш відомим представником скандинавського дизайну. Крім архітектурних споруд створив ряд оригінальної мебелі, зокрема стільців. За свої досягнення отримав декілька міжнародних дипломів та медалей.

## Біографія
Якобсен народився в Копенгагені в 1902 році. Його перша професія — муляр. Згодом, у 1924 році він вступив до Данської королівської академії витончених мистецтв.
Ще будучи студентом в 1925 році Якобсен брав участь у Міжнародній виставці, де він виграв срібну медаль за дизайн крісла. У цій поїздці митець був вражений новаторською естетикою павільйону L'Esprit Nouveau Ле Корбюзьє. Перед тим як покинути академію, Якобсен здійснив поїздку до Німеччини, де він познайомився з раціоналістичною архітектурою Міс ван дер Рое та Вальтера Ґропіуса. Їх роботи вплинули на його ранні твори, включаючи його дипломний проект художньої галереї, який приніс йому золоту медаль.
Коли почалася Друга світова війна, йому, як єврею, довелося бігти з Данії до Швеції, де йому заборонили працювати архітектором, тому Якобсен став художником по тканинах.

## Роботи з мебельного дизайну
Лише після Другої світової війни Арне Якобсен вирішив зайнятися меблевим дизайном. Майже всі його предмети були розроблені для спеціальних приміщень. Безліч робіт Якобсена стали класичними, серед них можна виділити:
| Рік  | Предмет        | Оригінальна назва | Зображення | Опис |
| ---- | -------------- | ----------------- | ---------- | --- |
| 1952 | Стілець-мураха | Myren             |            | Серія штабельованих стільців без підлокітників (модель № 3100), розроблена Якобсеном для їдальні фармацевтичної компанії «Novo Nordisk». Стілець отримав свою назву через зовнішню схожість його обрисів з мурахою, що підняв голову. «Стілець-мураха» — перша модель, спинка і сидіння якої, виготовлені з єдиного листа фанери. Стілець має металевий каркас, який включає три хромовані ніжки (спочатку вони були пластикові). Пізніше, у 1980 році була додана модифікація з чотирма ніжками (модель № 3101). |
| 1955 | Серія 7        | The Seven series  |            | Ця серія штабельованих стільців є продовженням концепції виготовлення стільців з єдиного листа фанери. Стільці цієї серії мають різні варіанти ніжок, підлокітників, матеріалів обробки, але об'єднані єдиною формою спинки, яка нагадує обриси піскового годинника. Деякі моделі, які входять в дану серію: модель № 3107 — найуспішнішим стільцем була модель 3107 на чотирьох ніжках: до кінця XX століття було продано більше 6 млн екз., модель № 3117 — стілець з поворотною підставкою, модель № 3177 — крісло, модель № 3207 — стілець з чотирма підлокітниками і чотирма ніжками, модель № 3217 — стілець з підлокітниками і поворотною підставкою, модель № 3130 — стілець (Grand Prix), виготовлений з дерева, модель № 3208 — стілець «Лілія» з гнутими підлокітниками і чотирма ніжками, модель № 3218 — стілець «Лілія» з гнутими підлокітниками на колесах. |
| 1958 | Стілець-лебідь | The Swan          |            | Це крісло було розроблено Якобсеном в данському сучасному стилі спеціально для готелю Radisson Collection Hotel в Копенгагені |
| 1958 | Стілець-яйце   | The Egg           |            | Це крісло також було розроблено Якобсеном спеціально для інтер'єрів готелю Radisson Collection Hotel в Копенгагені |
| 1959 | Стілець-купол  | The Pot Chair     |            | |
| 1959 | Стілець-жирафа | The Giraffe Chair |            | |

## Архітектурні роботи
Серед найбільш відомих можна згадати наступні:

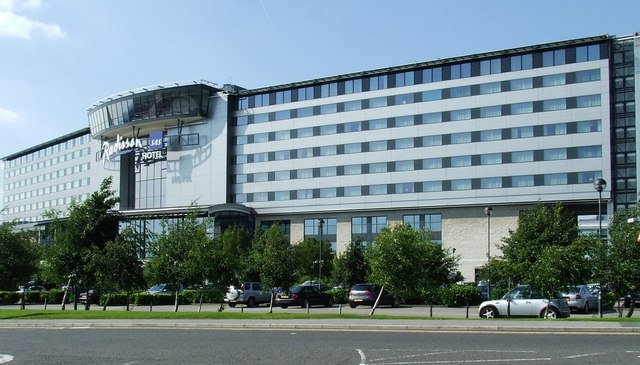
готель Radisson Collection Hotel у Копенгагені
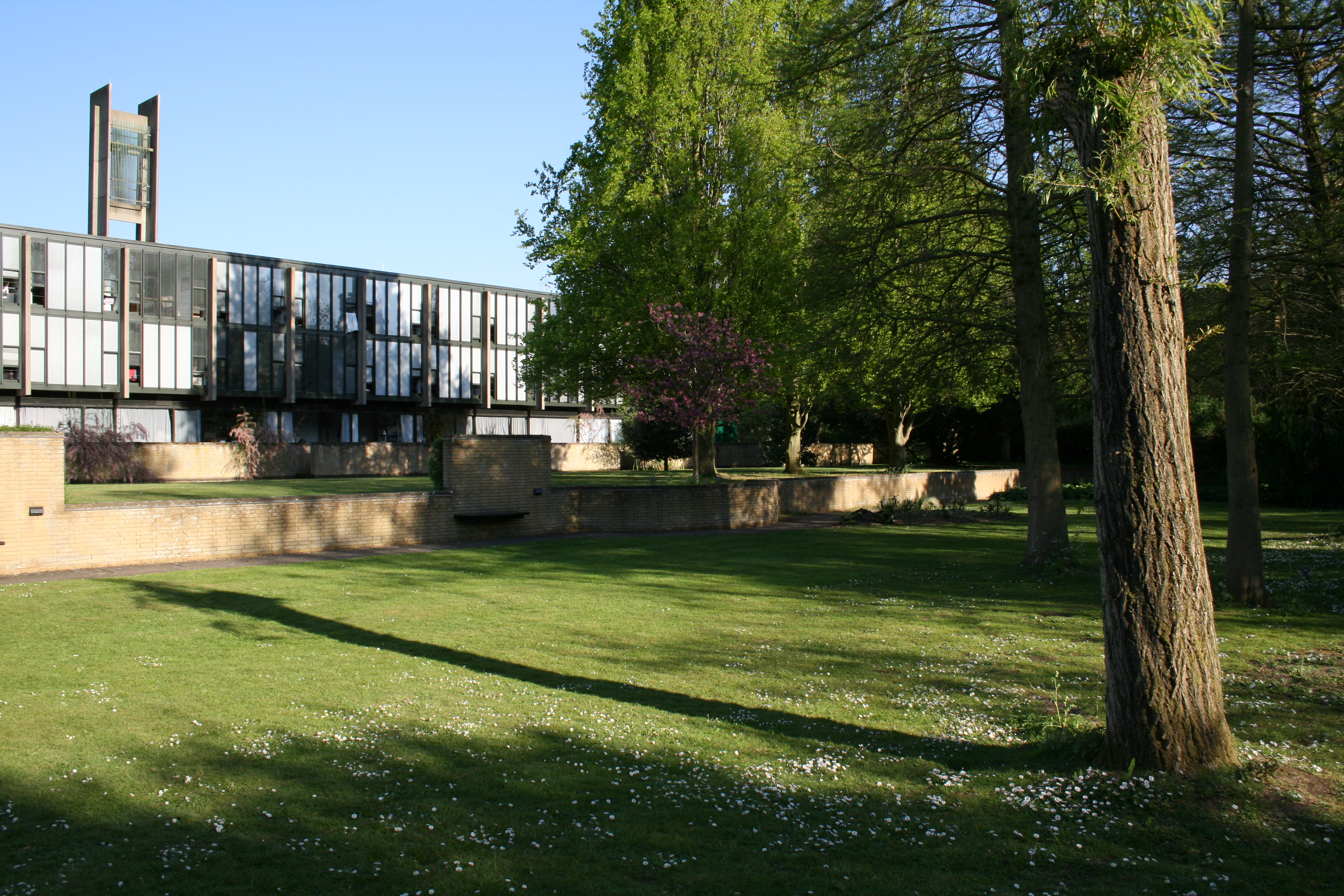
коледж св. Катерини у Оксфорді
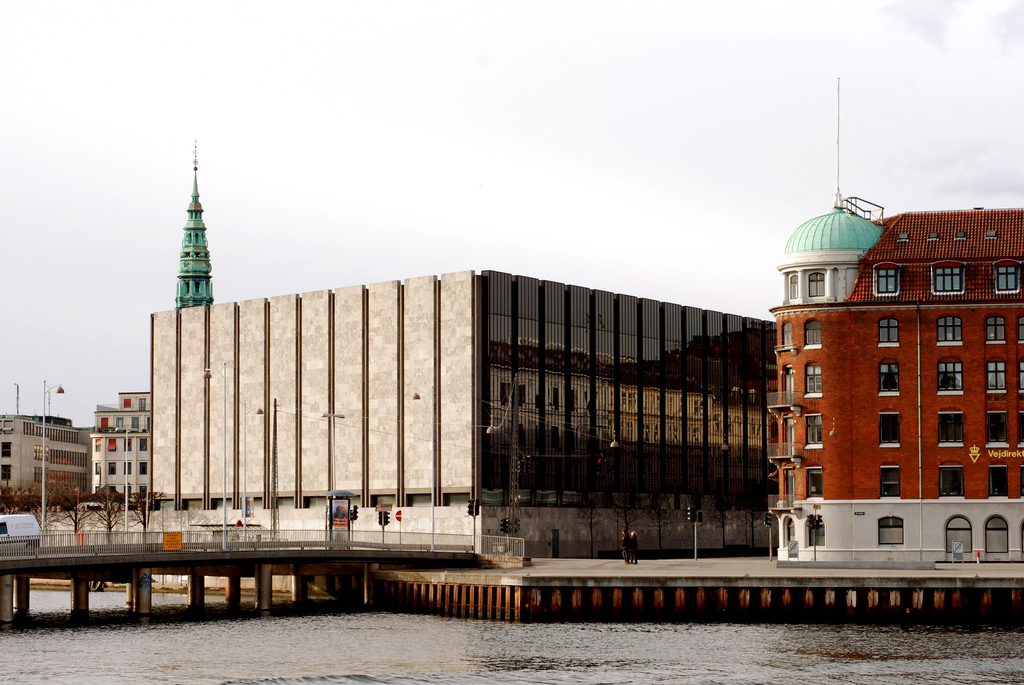
будівля Національного банку Данії